# Anders-Perstjärnarna
Anders-Perstjärnarna är en sjö i Bergs kommun i Jämtland och ingår i Ljungans huvudavrinningsområde.